# Любиця Дам'яновська
Любица Дам'яновська (мак. Љубица Дамјановска; нар. 14 січня 1930, Ресен) — македонський історик мистецтва, що зробила значний внесок для розвитку музейної діяльності в Македонії.

## Біографія
Дам'яновська народилася в Ресені 14 січня 1930 року. У 1953 році закінчила філософський факультет у Белграді. Була куратором Музею сучасного мистецтва в Скоп'є. Є автором кількох виставок і монографій про македонських художників (Дімче Коцо, 1972; Вангел Кодзоман, 1976; Любомир Белогаський, 1978).